# Sam Griffiths
Sam Griffiths (Melbourne, 27 de mayo de 1972) es un jinete australiano que compite en la modalidad de concurso completo.olympedia
Participó en dos Juegos Olímpicos de Verano, obteniendo una medalla de bronce en Río de Janeiro 2016, en la prueba por equipos (junto con Shane Rose, Stuart Tinney y Christopher Burton), y el sexto lugar en Londres 2012, en la misma prueba.

## Palmarés internacional
| Juegos Olímpicos | Juegos Olímpicos        | Juegos Olímpicos  | Juegos Olímpicos |
| Año              | Lugar                   | Medalla           | Categoría        |
| ---------------- | ----------------------- | ----------------- | ---------------- |
| 2016             | Río de Janeiro (Brasil) | Medalla de bronce | Por equipos      |